# Aleksander Saharov
Aleksander Saharov (* 22. April 1982 in Türi) ist ein estnischer ehemaliger Fußballspieler.